# Модест Дулић
Модест Дулић (Београд, 1. октобар 1973) српски је политичар и спортски функционер. Био је градоначелник Суботице. 

## Биографија
По струци је професор физичког васпитања. Брат је политичара Оливера Дулића.
Похађао је Техничку школу Иван Сарић. Дипломирао је 1998. на факултету за физичку културу у Београду. Прво му је радно место после дипломе било место професора у Основној школи „Матко Вуковић“ у Суботици.
Од октобра 2000. до 2004. године био је члан суботичке градске власти задужен за спорт. Након тога обављао је дужност покрајинског секретара за спорт и омладину (2004—2012). У међувремену постао је градоначелник града Суботице 2012. године као члан Демократске странке, наследивши Сашу Вучинића. Са места градоначелника смењен је 21. новембра 2013. године.